# شهرداری کوستل
شهرداری کوستل (به لاتین: Municipality of Kostel) یک منطقهٔ مسکونی در اسلوونی است که در اسلوونی واقع شده‌است. شهرداری کوستل ۵۶٫۰۹ کیلومتر مربع مساحت و ۶۳۷ نفر جمعیت دارد.